# 妄想日記
「妄想日記」(もうそうにっき)は、日本のヴィジュアル系バンド、R指定が2013年12月11日に発売した、自身初のカバーシングル。

## 概要
- R指定初のカバーシングル。
- 通常盤と初回限定盤の2形態でのリリースで、初回限定盤には表題曲「妄想日記」のPVとメイキング映像が収録されたDVDが封入されている。

## 収録曲

### CD

#### 初回限定盤
1. 妄想日記
シドがインディーズ時代にリリースしたフルアルバム『憐哀 -レンアイ-』収録曲。
なお、PVは本作の他にも、ビデオ・クリップ集『映像盤。弐』にも収録されている。
2. 波瀾万丈、椿唄 -二千十三-
7thシングルの新バージョン。

#### 通常盤
1. 妄想日記
2. 波瀾万丈、椿唄 -二千十三-
3. 暗い日曜日 -二千十三-
通常盤のみの収録。
1stシングル「親不孝通りは今日も雨。」のカップリング曲の新バージョン。

### 初回限定盤DVD
1. 妄想日記 PV
2. 妄想日記 PV Making

## 収録映像作品
PV収録作品
- 『映像盤。弐』(#1)